# Соловьёвка (Новосибирская область)
Соловьёвка — село в Баганском районе Новосибирской области. Входит в состав Казанского сельсовета.

## География
Площадь села — 75 гектаров

## История
Основано в 1908 году. В 1928 г. посёлок Соловьёвка состоял из 139 хозяйств, основное население — украинцы. Центр Соловьёвского сельсовета Андреевского района Славгородского округа Сибирского края.

## Население
| 1926 | 1976 | 1995 | 2002 | 2007 | 2010 |
| ---- | ---- | ---- | ---- | ---- | ---- |
| 664  | ↘406 | ↘318 | ↘315 | ↘265 | ↘254 |

## Инфраструктура
В селе по данным на 2006 год функционируют 1 учреждение здравоохранения, 1 образовательное учреждение.